# Beatrice Covassi
Pour les articles homonymes, voir Claude Covassi.
Beatrice Covassi, née le 1er décembre 1968 à Florence, est une femme politique italienne, députée européenne de 2022 à 2024 en remplacement de Simona Bonafè.

## Biographie
Elle a suivi des études de droit administratif comparé à l'Université de Florence, ainsi que des études de troisième cycle au Collège d'Europe à Bruges. Professionnellement associée à l'administration de l'Union européenne, où elle a traité principalement des questions d'économie numérique et de cybersécurité. Elle a travaillé comme fonctionnaire à la direction générale des réseaux de communication, du contenu et de la technologie. directeur adjoint du département. Elle a également été conseillère en économie numérique à la représentation de l'UE aux États-Unis. En 2016, elle est nommée représentante permanente de la Commission européenne en Italie, poste qu'elle occupe jusqu'en 2020.
En 2019, elle se présente sans succès aux élections européennes pour le Parti démocrate. Néanmoins, son rang dans la liste démocrate lui permet d'assumer le mandat de députée européenne de la 9e législature en décembre 2022, remplaçant Simona Bonafè. Elle rejoint le groupe de l'Alliance progressiste des socialistes et démocrates au Parlement européen.
Elle est aussi artiste contemporaine, se consacrant à la peinture de la couleur en action, et a exposé dans de nombreuses galeries en Europe.